# Wahlkreis Werdenberg
Der Wahlkreis Werdenberg ist eine Verwaltungseinheit des Schweizer Kantons St. Gallen, die nach der neuen St. Galler Kantonsverfassung vom 10. Juni 2001 ab 1. Januar 2003 gebildet wurde. Im Grossraum Alpenrheintal gelegen gehört er zum St. Galler Rheintals und bildet innerhalb dieses die Region Werdenberg.
Der Wahlkreis Werdenberg ist identisch mit dem früheren Bezirk Werdenberg, benannt nach dem mittelalterlichen Städtchen Werdenberg und Schloss Werdenberg am Werdenbergersee.

## Politik und Bildung
| Wahljahr                 | 2004 | 2008 | 2012 | 2016 | 2020 | 2024 |
| SP                       | 4    | 2    | 2    | 2    | 2    | 1    |
| EVP                      | 1    | 1    | 1    |      | 1    | 1    |
| Die Mitte (bis 2020 CVP) | 2    | 1    | 1    | 1    | 1    | 2    |
| FDP                      | 3    | 2    | 2    | 3    | 3    | 2    |
| SVP                      | 3    | 3    | 3    | 3    | 2    | 3    |
| insgesamt                | 13   | 9    | 9    | 9    | 9    | 9    |

| Sitze im Kantonsrat (2024–2028)                                 |
| Insgesamt 9 Sitze - SP: 1 - EVP: 1 - Mitte: 2 - FDP: 2 - SVP: 3 |

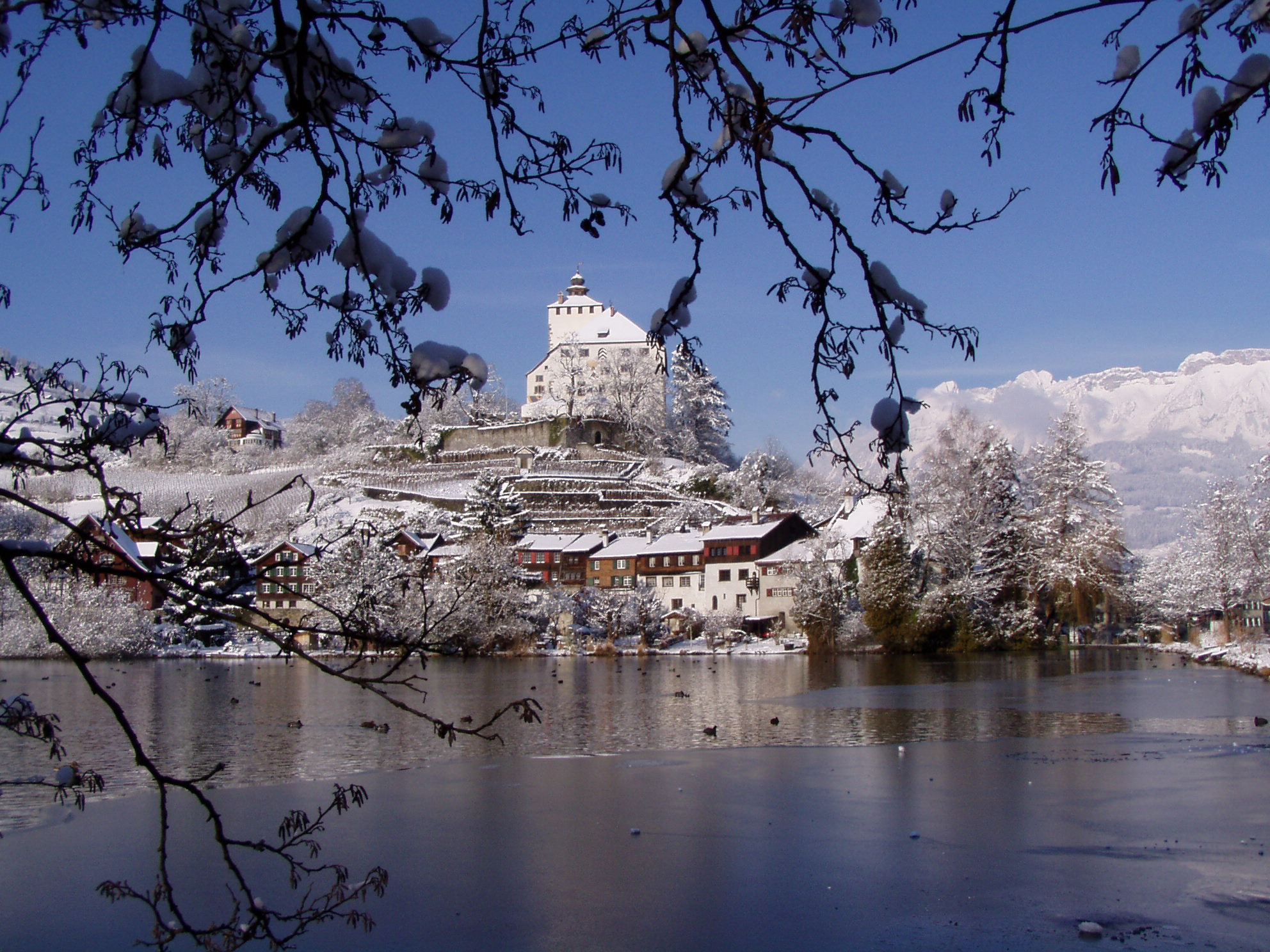
Städtchen Werdenberg, früher als «Armenhaus von Grabs» verspottet. Heute sind die Werdenberger stolz auf ihr Wahrzeichen.

Die Sozialdemokraten (SP) erreichten im Werdenberg bis 2004 ihre höchsten Wähleranteile im Kanton. 2004 waren sie hier sogar stärkste Kraft, rutschten bis 2016 aber unter einen Anteil von zwanzig Prozent und wurden mittlerweile von der Schweizerischen Volkspartei (SVP) überholt. 2024 erreichten sie nur noch 14 Prozent Wähleranteil und verloren ihren zweiten Sitz.
Markant ist die Zunahme der Parteistärke der FDP in den Wahljahr 2016 und 2020, wo sie auf mehr als dreissig Prozent Stimmenanteil kam und vorübergehend die SVP überholte.
Der stark reformierte Wahlkreis wählte ausser 2016 jeweils einen EVP-Kantonsrat.
Gams stand in der Alten Eidgenossenschaft unter der Herrschaft von Schwyz und Glarus.
Heute noch ist die katholische Enklave eine CVP-Gemeinde. Die städtische Gemeinde Buchs stellte mit Hans Rohrer von 1986 bis 2000 einen sozialdemokratischen Regierungsrat.

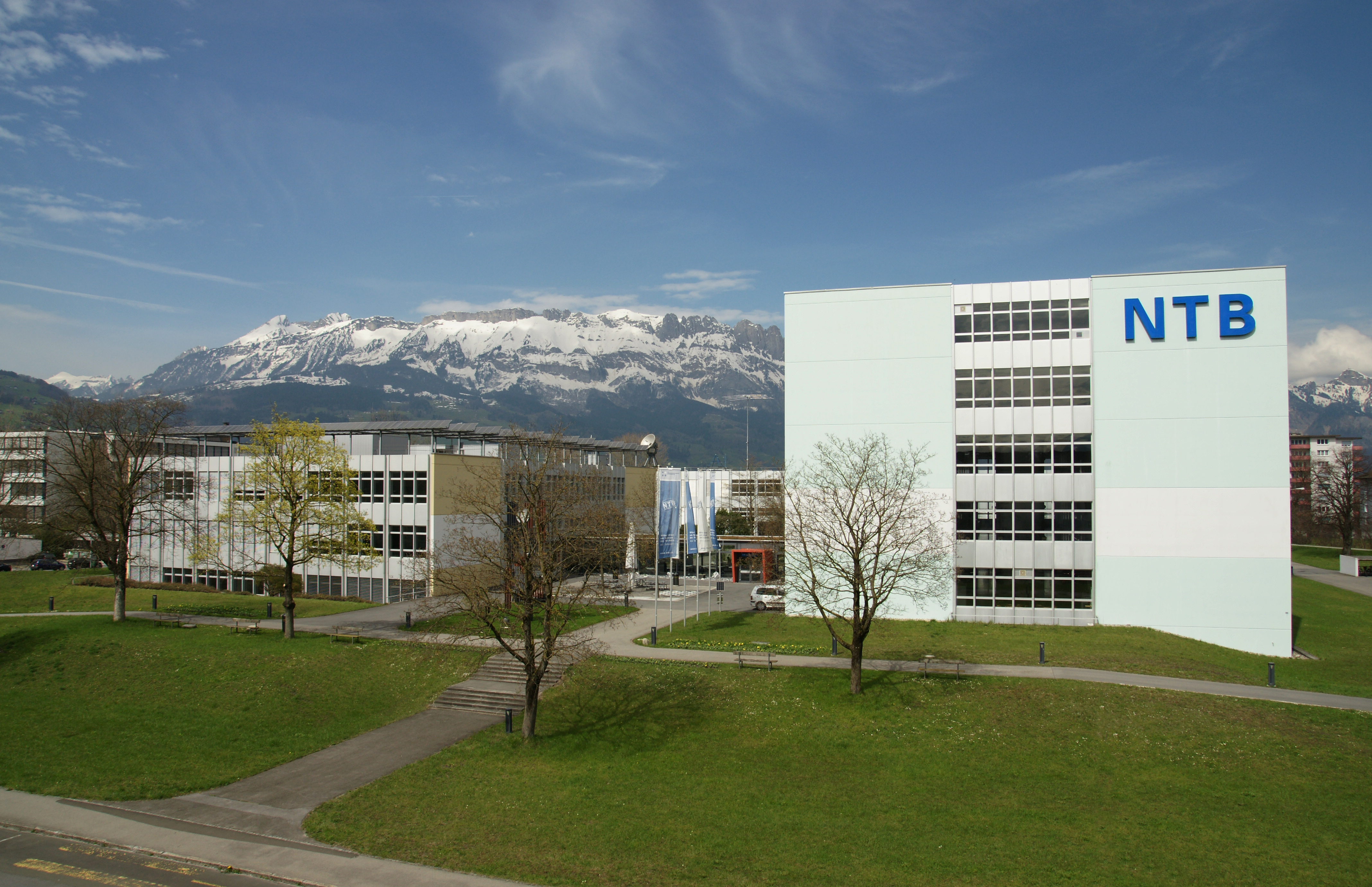
Ostschweizer Fachhochschule OST

Die Interstaatliche Hochschule für Technik NTB Buchs zählt zu den renommiertesten technischen Hochschulen der Schweiz. Das benachbarte Fürstentum Liechtenstein, wohin viele Werdenberger zur Arbeit pendeln, gehört zu den Mitbegründern des ehemaligen Neu-Technikums Buchs.

## Politische Gliederung
Der Wahlkreis Werdenberg umfasst sechs politische Gemeinden:
| Wappen    | Name der Gemeinde | Einwohner (31. Dezember 2023) | Fläche in km² | Einw. pro km² |
| --------- | ----------------- | ----------------------------- | ------------- | ------------- |
| Wappen    | Buchs (SG)        | 13'931                        | 15,95         | 873           |
| Wappen    | Gams              | 3711                          | 22,27         | 167           |
| Wappen    | Grabs             | 7402                          | 54,65         | 135           |
| Wappen    | Sennwald          | 6269                          | 41,56         | 151           |
| Wappen    | Sevelen           | 5392                          | 30,33         | 178           |
| Wappen    | Wartau            | 5496                          | 41,75         | 132           |
| Total (6) | Total (6)         | 42'201                        | 206,51        | 204           |